# 万場村
万場村（まんばむら）はかつて岐阜県郡上郡に存在した村である。
現在の郡上市大和町万場に該当する。

## 歴史
- 1875年（明治8年） - 上万場村と万場村が合併し、万場村となる。
- 1889年（明治22年）7月1日 - 町村制により万場村発足。
- 1897年（明治30年）4月1日 - 小間見村、剣村、大間見村と合併し、弥富村発足。同日万場村廃止。

## 教育
- 万場尋常小学校（大和村立大和北小学校万場分校→大和村立大和第二北小学校→大和町立大和第一北小学校。現・郡上市立大和第一北小学校）